# Allosidastrum dolichophyllum
Allosidastrum dolichophyllum är en malvaväxtart som beskrevs av A. Krapovickas, P.A. Fryxell och D.M. Bates. Allosidastrum dolichophyllum ingår i släktet Allosidastrum och familjen malvaväxter. Inga underarter finns listade i Catalogue of Life.